# Louis-Gaspard Robillard
Louis-Gaspard Robillard (né le 15 avril 1866 à Sainte-Mélanie et décédé le 25 octobre 1914 à Chicago), qui signait parfois L.-G. Robillard, était un propriétaire de journaux et un homme d'affaires canadien-français.
Il a notamment été actif comme administrateur, éditeur et propriétaire de journaux. Ainsi, il fonde Le Courrier canadien de Saint-Jérôme en 1892 et La Nouvelle France de Montréal en 1896. En 1901, il a acheté Le Pionnier de Sherbrooke, un périodique majeur de l'époque au Québec, qu'il a contribué à déménager à Montréal et à transformer en journal du dimanche. Il s'est aussi fait connaitre comme rédacteur pour Le Monde illustré.
En 1894, il cofonde et préside l'Union franco-canadienne (UFC), une société catholique et nationale basée à Montréal qui offrait des assurances à taux fixes. Accusé d'avoir détourné les fonds de l'organisation pour son profit, il fait l'objet d'un scandale grandement médiatisé maintenu par Jules Helbronner. Il s'enfuit aux États-Unis en février 1902. Selon l'abbé Vincent-Pierre Jutras, qui offre un témoignage public retentissant, Robillard agissait comme « le maître tout-puissant » de l'UFC et sa destitution était alors imminente.